# Eduardas Rozentalis
Eduardas Rozentalis est un joueur d'échecs lituanien né le 27 mai 1963 à Vilnius, grand maître international depuis 1991 et champion de Lituanie en 2002.

## Carrière

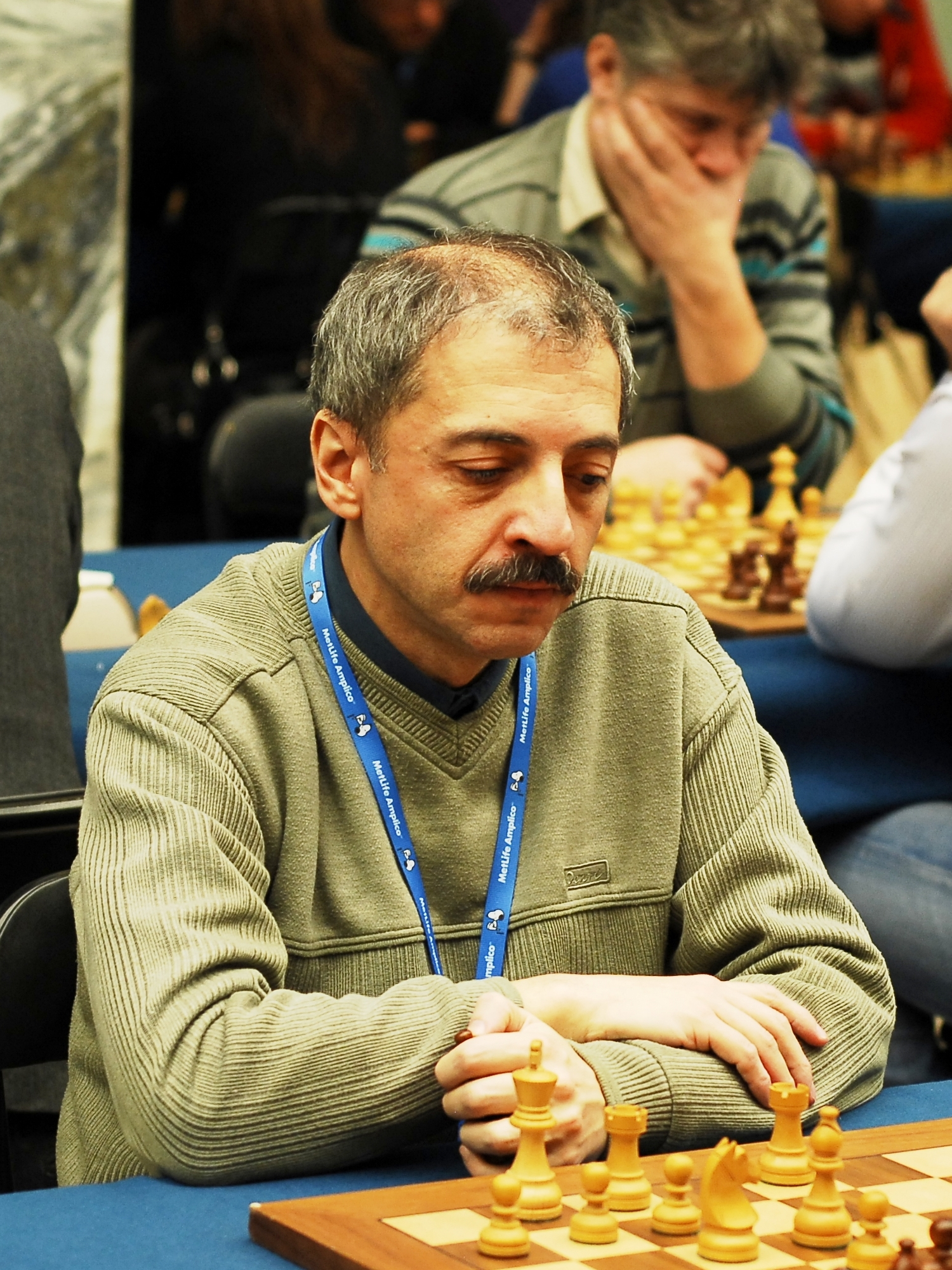
Rozentalis en 2012

Rozentalis a remporté les tournois de Vilnius 1984, Voronej 1987, Daugavpils 1989, le tournoi de Noël d'Hastings 1996-1997, Beersheba 1997, Montréal 2000 et 2003, Augsbourg 2005 et Asuncion (Copa Roggio) en 2010. Il a terminé deux fois premier ex æquo de l'open du Canada : en 1995 (à Toronto) et en 2008 (à Montréal). En 2009, il a terminé premier ex æquo de la Rilton Cup à Stockholm.
De 1992 à 1998 et de 2002 à 2006, Rozentalis a participé à sept olympiades d'échecs, jouant au premier échiquier de la Lituanie.
Il a participé au championnat du monde de la Fédération internationale des échecs 1997-1998 à Groningue (vainqueur de Konstantin Lerner au premier tour ; éliminé au deuxième tour par 
Sergei Tiviakov) et au championnat du monde de la Fédération internationale des échecs 1999 à Las Vegas (éliminé au premier tour par Levon Aronian).

## Publications
- (de) Vierzig kommentierte Partien 1983-1997. Fölbach, Koblenz 1998,  (ISBN 3-923532-65-2)Recueil de parties commentées.
- (avec Andrew Harley) : (en) Play the 2. c3 Sicilian. 2002,  (ISBN 1-901983-56-0),
- (en) Correct exchange in the endgame. 2018,  (ISBN 9492510197)
- (en) To exchange or not ? The ultimate workbook. 2020,  (ISBN 9492510944)